# Villeneuve-sur-Conie
Villeneuve-sur-Conie är en kommun i departementet Loiret i regionen Centre-Val de Loire strax norr Frankrikes mitt. Kommunen ligger i kantonen Patay som tillhör arrondissementet Orléans. År 2022 hade Villeneuve-sur-Conie 192 invånare.

## Befolkningsutveckling
Antalet invånare i kommunen Villeneuve-sur-Conie
| Referens: INSEE |